# Saint-Christophe-sur-le-Nais
Saint-Christophe-sur-le-Nais là một xã của tỉnh Indre-et-Loire, thuộc vùng Centre-Val de Loire, miền trung nước Pháp.